# Jean Gutweniger
Jean Gutweniger (ur. 13 listopada 1892, zm. 11 lipca 1979) – szwajcarski gimnastyk, medalista olimpijski z Paryża.